# Anders Arborelius
Anders kardinál Arborelius, OCD (24. září 1949, Sorengo) je od roku 1998 biskup římskokatolické církve ve Švédsku, od roku 2017 kardinál.

## Životopis
Arborelius se narodil do švédské rodiny ve švýcarském Sorengo. Vyrůstal v Lundu, ve svých dvaceti letech konvertoval ke katolicismu a vstoupil do řádu bosých karmelitánů. Studoval v Římě a Bruggách a roku 1979 byl vysvěcen na kněze.

### Biskupem
Biskupem stockholmským jej 17. listopadu 1998 jmenoval papež Jan Pavel II. a biskupské svěcení proběhlo 29. prosince 1998.

### Kardinálská kreace
Jeho jmenování kardinálem oznámil papež František 21. května 2017, odznaky své hodnosti převzal během veřejné konzistoře 28. června téhož roku.